# بابلو سباستيان لوبيز
بابلو سباستيان لوبيز (بالإسبانية: Pablo Sebastián López)‏ هو سياسي أرجنتيني، ولد في 8 نوفمبر 1975 في الأرجنتين. حزبياً، نشط في Workers' Party (Argentina) ‏. وقد انتخب عضو مجلس النواب في الأرجنتين عن دائرة سالتا وقد انضم خلال فترته النيابية  (10 ديسمبر 2013 – 9 ديسمبر 2017) للكتلة البرلمانية Workers' Left Front ‏.